# Joe Joyce
Joe Joyce est un boxeur britannique né le 19 septembre 1985 à Londres.

## Carrière amateur
Médaillé de bronze aux championnats du monde de Doha en 2015, il remporte une médaille d'argent dans la catégorie des poids super-lourds aux Jeux olympiques d'été de 2016 à Rio de Janeiro en ne s'inclinant qu'en finale contre le boxeur français Tony Yoka.

## Carrière professionnelle
Joe Joyce débute en professionnel le 20 octobre 2017. Après 3 victoires par KO, il devient champion du Commonwealth lors de son 4e combat en battant Lenroy Thomas par KO au 2e round. Après 3 nouvelles victoires, le 23 février 2019, il défend cette ceinture contre l'ancien champion du monde Bermane Stiverne, monté toutefois sur le ring hors de forme. Il aligne par la suite 3 victoires contre des boxeurs expérimentés, Aleksandr Ustinov, Bryant Jennings et Michael Wallish. Bryant Jennings sera son premier adversaire à tenir la limite des 12 reprises.
Le 28 novembre 2020, il affronte Daniel Dubois, un boxeur invaincu en 15 combats et beaucoup plus jeune, qui lui a succédé dans le gain de la ceinture du champion du Commonwealth. Le titre de champion d'Europe est également en jeu. Dubois lance des coups puissants et net, mais le jab répété de Joe Joyce lui ferme l’œil, et lui casse l'os orbital . Au 10e round, un coup de Joyce sur l'œil valide de Dubois lui fait mettre un genou à terre, il ne se relève pas après 10 secondes et connait sa première défaite, Joyce reste invaincu.

## Palmarès amateur

### 2016
- Médaille d'argent en +91 kg aux Jeux olympiques de 2016 à Rio de Janeiro, Brésil.

### 2015
- Médaille de bronze en +91 kg en aux championnats du monde de boxe amateur à Doha (Qatar)[6].
- Médaille d'or aux jeux européens en +91 kg à Bakou (Azerbaïdjan).

### 2014
- Médaille d'or aux jeux du Commonwealth en +91 kg à Glasgow (Royaume-Uni).

### 2013
- Médaille de bronze en +91 kg en aux championnats d'Europe de boxe amateur à Minsk (Biélorussie).

## Titres professionnels en boxe anglaise

### Titres régionaux/internationaux
- Champion du monde poids lourds WBC Silver (depuis 2020)
- Champion poids lourds WBO International (depuis 2020)
- Champion d'Europe poids lourds EBU (depuis 2020)
- Champion du Royaume-Uni poids lourds BBBofC (depuis 2020)
- Champion poids lourds WBA Gold World (2019-2020)
- Champion poids lourds WBA Continental (2018-2019)
- Champion du Commonwealth poids lourds CBC (2018-2019) et (depuis 2020)